# Синьгань
Синьга́нь (кит. упр. 新干, пиньинь Xīngàn) — уезд городского округа Цзиань провинции Цзянси (КНР).

## История
Уезд был создан ещё во времена империи Цинь в 221 году до н.э.; тогда его название писалось как 新淦县.
После образования КНР в 1949 году был создан Специальный район Наньчан (南昌专区), и уезд вошёл в его состав. 8 октября 1952 года уезд Синьгань был передан в состав Специального района Цзиань (吉安专区). В 1957 году написание названия уезда Синьгань было изменено с 新淦县 на 新干县. 
В мае 1968 года Специальный район Цзиань был переименован в Округ Цзинганшань (井冈山地区). В 1979 году Округ Цзинганшань был переименован в Округ Цзиань (吉安地区).
Постановлением Госсовета КНР от 11 мая 2000 года округ Цзиань был преобразован в городской округ Цзиань.

## Административное деление
Уезд делится на 7 посёлков и 6 волостей.

## Экономика
Синьгань является крупным центром производства чемоданов и сумок. По состоянию на 2024 год в уезде работало 615 предприятий по производству дорожных аксессуаров. Ежегодно в Синьгане производится свыше 55 млн единиц продукции, а доля чемоданов на колесиках составляет более 20 % китайского рынка. Сумки и чемоданы из Синьганя экспортируются в более чем 100 стран Европы, Америки и Юго-Восточной Азии.